# Ariadne
Ariadne var i græsk mytologi datter af Kretas kong Minos og Pasifaë.
Ariadne blev forelsket i den græske helt Theseus, der var blevet udvalgt som én af de syv ynglinge og syv jomfruer, som Athen hvert år skulle ofre til uhyret Minotauros, der opholdt sig i en stor labyrint i Knossos.
Ariadne ville hjælpe Theseus og gav ham et magisk sværd og et garnnøgle. Ved hjælp af sværdet dræbte Theseus Minotauros, og ved hjælp af garnet kunne han finde vej ud af labyrinten. Ariadne løb nu væk med Theseus. Theseus efterlod hende sovende på øen Naxos på en rejse til Athen.
Dionysos fandt hende på Naxos og gjorde hende til sin hustru. De fik sønnen Ønopion.
Ariadne havde en lillesøster Faidra, som blev taget med på rejsen til Athen. Når Theseus havde efterladt Ariadne på Naxos, var det, fordi han var blevet forelsket i Faidra. Da Theseus og Faidra nåede Athen, giftede de sig, og Theseus blev senere hersker i Athen.
(Hos den græske digter Homer berettes det i stedet, at Artemis, dyrenes herskerinde, straffede Ariadne med døden.)
Ariadnes brudekrans er stjernebilledet Ariadnes Krans, bedre kendt som den Nordlige Krone (Corona Borealis).
På Naxos og Cypern er hun et symbol på jordens frugtbarhed.
Ariadne har lagt navn til Ariadne på Naxos, Richard Strauss's opera. Myten om Ariadnes garn er også grundlaget for det danske udtryk Ariadnetråd om noget som hjælper en person gennem noget vanskeligt eller besværligt eller hen mod et mål. Ariadne har (i den franske form Ariane) også lagt navn til Ariane-løfteraketterne.